# Irena Brzustowska
Irena Brzustowska, coniugata Prószyńska (20 ottobre 1913 – 10 marzo 1999), è stata una cestista polacca.

## Carriera
Con la Polonia ha disputato i Campionati europei del 1938, vincendo la medaglia di bronzo.